# Hrușca, Stînga Nistrului
Hrușca este satul de reședință al comunei cu același nume din Unitățile Administrativ-Teritoriale din Stînga Nistrului (Transnistria), Republica Moldova.
Lângă sat sunt amplasate niște pâlnii carstice, care reprezintă o arie protejată din categoria monumentelor naturii de tip geologic sau paleontologic.